# 柳井滋
柳井 滋（やない しげし、1930年6月22日 - 2008年3月27日）は、国文学者。成蹊大学名誉教授。中古文学、特に源氏物語が専門。東京生まれ。

## 略歴
- 1953年 東京大学文学部卒業。
- 1958年 同大学院博士課程修了。
- 学習院中等科教諭
- 1982年 成蹊大学文学部日本文学科教授。
- 1999年 同大定年退職、名誉教授。同大非常勤講師（2006年まで）。

## 著書
- 『伊勢物語　傍線解釈』明治書院、1966
- 『源氏物語』全5巻（新日本古典文学大系19-23）岩波書店、1993-1997、のち岩波文庫 全9巻
- 『源氏物語索引』（新日本古典文学大系 別巻）岩波書店、1999
- 『柳井滋の源氏学　平安文学の思想』（桜井宏徳編） 武蔵野書院、2019